# Finale della Coppa delle nazioni africane 1963
La finale della Coppa delle nazioni africane 1963 si disputò il 1º dicembre 1963 all'Ohene Djan Stadium di Accra, tra le nazionali di Ghana e Sudan. Fu vinta per 3-0 dal Ghana, che si portò a casa il primo trofeo in assoluto nella storia della massima competizione tra nazionali maschili africane.

## Le squadre
| Squadra | Finali (o spareggi) disputate in precedenza (il grassetto indica la vittoria) |
| ------- | ----------------------------------------------------------------------------- |
| Ghana   | Nessuna                                                                       |
| Sudan   | 1 (1959)                                                                      |

## Cammino verso la finale

### Tabella riassuntiva del percorso
| Squadra | Pt | G |
| ------- | -- | - |
| Ghana   | 3  | 2 |
| Etiopia | 2  | 2 |
| Tunisia | 1  | 2 |

| Squadra | Pt | G | DR |
| ------- | -- | - | -- |
| Sudan   | 3  | 2 | +4 |
| Egitto  | 2  | 2 | +3 |
| Nigeria | 1  | 2 |    |

## Tabellino
| Arbitro: | Hédi Ben Abdelkader |

|                                       |           |  |
| Aggrey-Fynn 62’ (rig.) Acquah 72’ 82’ | Marcatori |  |

| Ghana         |                           |  |     |
|               |                           |  |     |
| P             | Edward Dodoo Ankrah       |  |     |
| D             | Franklin Crentsil         |  |     |
| D             | Emmanuel Oblitey          |  |     |
| D             | Ben Acheampong Simmons    |  |     |
| D             | Edward Jonah Aggrey-Fynn  |  |     |
| C             | Charles Addo Odametey     |  |     |
| C             | Kwame Adarkwa             |  |     |
| C             | Leonard Acquah            |  | 46’ |
| C             | Edward Acquah             |  |     |
| A             | Wilberforce Mfum          |  |     |
| A             | Mohammed Salisu           |  |     |
| Sostituzioni: |                           |  |     |
| C             | Henry Emmanuel Ofei Dodoo |  | 46’ |
| CT:           |                           |  |     |
| Kumi Gyamfi   |                           |  |     |

| Sudan        |                                  |  |
|              |                                  |  |
| P            | Eid Sabbit Dudu Damor            |  |
| D            | Ibrahim Mohammed Ali             |  |
| D            | Mohammed Amin Zaki               |  |
| D            | Ali Sayed Ahmed Al-Sheikh        |  |
| D            | Jaafar Gagarin                   |  |
| C            | Omar Osman                       |  |
| C            | Abdel-Wahab Abdel-Fadil Jadallah |  |
| C            | Ibrahim Yahya Al-Kuwarti         |  |
| C            | Omar Ettoum Hassan               |  |
| A            | Nasr El-Din Abbas                |  |
| A            | Abdel-Aziz Ibrahim Adam          |  |
| CT:          |                                  |  |
| Lozan Kotsev |                                  |  |